# Shady XV
Shady XV é uma coletânea musical performada por vários artistas da Shady Records, lançamento em 24 de Novembro de 2014, pelas editora discográfica Shady e Interscope.
O álbum foi lançado em homenagem ao 15º aniversário da gravadora sendo seu 15º projeto, excluindo lançamentos solo de Eminem. A coletânea contará com um disco, incluindo os Maiores sucessos da marca, enquanto o segundo disco contará com novo material de Shady Records artistas como Slaughterhouse, Bad Meets Evil, D12 e Yelawolf, bem como fundador da gravadora Eminem. No disco de grandes êxitos estão presentes sucessos de artistas formados pela gravadora da gravadora, tais como Obie Trice, 50 Cent, Ca$his, Bobby Creekwater, e Stat Quo.

## Lançamento e promoção
Em 03 de junho de 2014, Paul Rosenberg empresário de Eminem e co-fundador da Shady Records twittou "Shady XV", Em 23 de agosto de 2014 durante a The Monster Tour com Rihanna, Eminem usava uma camiseta escrito "Shady XV", Em 25 de agosto de 2014, o rapper twittou "Sim, é oficial... #SHADYXV na Black Friday", presumivelmente definir a data de lançamento para a Black Friday, que cai em 28 de novembro de 2014, juntamente com um vídeo de 20 segundos, com imagens de Eminem e outros artistas Shady Records, Em 13 de outubro de 2014, Eminem postou um vídeo dele mostrando a capa da coletânea. No disco de grandes êxitos estarão presentes singles como "In Da Club" de 50 Cent, lançada em 2003 e "Lose Yourself" de Eminem lançada em 2002, e singles de artistas de sucesso tais como Obie Trice, Kuniva, Bobby Creekwater, Ca$his, Stat Quo, Nate Dogg, Lloyd Banks, entre outros.
As faixas do álbum foram confirmadas as 12:13, do dia 29 de Outubro de 2014 no site oficial da Shady Records, e compartilhada por Eminem em sua conta no Facebook. As faixas foram separadas em dois discos, Disco X que contem o novo material da Shady Records, e Disco V que contem grandes sucessoas da gravadora, sendo o Disco X composto de doze faixas e uma faixa bônus, e o Disco V de quinze faixas, e uma faixa bônus.
Em 6 de Novembro de 2014 foi lançado uma previa para "SHADY CXVPHER" no canal do Eminem na plataforma VEVO, que teve seu lançamento oficial em 10 de Novembro de 2014.
Em 18 de novembro de 2014, Eminem revelou informações sobre a versão demo de Lose Yourself, a última faixa do segundo disco. Ele contém letras alternativas para a batida original que foram gravadas, mas nunca publicado.

## Composição

### Música e letra
"Guts Over Fear" se refere a Eminem e suas lutas como artista e na vida pessoal. "Detroit Vs. Everybody" apresenta rappers nativos de Detroit como Royce da 5'9", Big Sean, Danny Brown, Trick-Trick, e Dej Loaf.

## Singles
- Guts Over Fear foi o primeiro single , e conta com a participação da cantora australiana Sia e produção de Emile Haynie, foi lançado em 25 de Agosto de 2014, e fara parte da banda sonora do filme The Equalizer estrelado por Denzel Washington, tendo aparecido no trailer oficial do longa, e sendo confirmada nos creditos do filme.[13][14]  a canção foi lançada um dia depois na iTunes Store.[15] Com 134,328 cópias vendidas na primeira semana,[16] Guts Over Fear alcançou a 22º posição na Billboard Hot 100,[17] 6º na Billboard Hot R&B/Hip-Hop Songs,[18] 4º Billboard Hot Rap Songs[19] e 6º na Billboard Digital Songs.[20]
- "Y'all Ready Know" de Slaughterhouse, foi lançado como segundo single em 04 de novembro de 2014.[21] O vídeo da música foi lançado no mesmo dia.
- "Detroit Vs. Everybody" de Eminem, Trick-Trick, Dej Loaf, Big Sean, Royce Da 5'9", e Danny Brown estreou na Shade 45 como terceiro single em 10 de novembro de 2014. Foi lançado oficialmente no iTunes no mesmo dia.[22] "Detroit Vs. Everybody" alcançou a 28º posição na Billboard Hot R&B/Hip-Hop Songs,[18] 42º na Billboard Hot Digital Songs e 87º Canadian Hot 100.[23]
- Till It's Gone performada por Yelawolf, chegou a posição 29º na Hot Modern Rock Tracks.[23][24]

## Recepção

### Crítica
| Críticas profissionais | Críticas profissionais |
| Pontuações agregadas   | Pontuações agregadas   |
| Fonte                  | Avaliação              |
| ---------------------- | ---------------------- |
| Metacritic             | 63/100                 |
| Avaliações da crítica  |                        |
| Fonte                  | Avaliação              |
| Allmusic               | [ 26 ]                 |
| Exclaim!               | 7/10                   |
| HipHopDX               | [ 28 ]                 |
| New York Daily News    | [ 29 ]                 |
| The Plain Dealer       | B+                     |
| Pitchfork Media        | 2.0/10                 |

Shady XV recebeu críticas mistas dos críticos de música. No Metacritic, que atribui uma avaliação normalizada em 100 a comentários de críticos, o álbum recebeu uma pontuação média de 59, o que indica "críticas mistas ou médias", com base em cinco avaliações. Samantha O'Connor de Exclaim! disse: "Para os fãs obstinados Shady, Shady XV é o suficiente. Mas para aqueles que procuram aquela onda nostálgica de indutores de adrenalina paixão e conteúdo inovador que lembra o reinado Shady, é melhor pular o novo material e ir direto para os clássicos." Homer Johnsen de HipHopDX disse:" Alguns fronteira músicas em perfeição. um pouco mais são apenas solidamente média. no entanto, ele todos os saldos para fora, e as rimas em plena exibição fazer Shady XV um grande lançamento da compilação. os fãs de Eminem pode manter-se ocupado com um presente, ao mesmo tempo, tendo a chance de ouvir o que há de novo a partir da quadrilha Slaughterhouse, Yelawolf, e D12. a conclusão mais importante é o crescimento do conglomerado Shady Records desde The Re-Up. os tempos mudaram e por isso tem o jogo Rap, mas Eminem e sua unidade foram adaptados em conformidade e conseguiram inaugurar a partir da profundidade de um coletânea que é uma adição de valor para a obra Shady."

### Desempenho Comercial
O álbum estreou na terceira posição na Billboard 200, com 148,297 copias vendidas na primeira semana, muito disso devido ao seu lançamento ter acontecido na semana da Black Friday. Na segunda semana o álbum caiu pra vigésima primeira posição, com 28,474 copias vendidas, totalizando 176,474 copias vendidas. Ainda no Estados Unidos o álbum estreou na primeira posição na Billboard R&B/Hip-Hop Albums, sendo a segunda coletânea da Shady Records a ficar entre os cinco álbuns mais vendidos na semana de estréia nas paradas da Billboard.
O disco duplo ainda ficou entre os dez melhores na Alemanha e Suíça.

## Faixas
| Disco 1 (Disco X) |                                                                         |                                                                      |         |  |
| N.º               | Título                                                                  | Artista                                                              | Duração |  |
| 1.                | "ShadyXV"                                                               | Eminem                                                               | 5:01    |  |
| 2.                | "Psychopath Killer" (Produzido por Just Blaze, Boi-1da, The Maven Boys) | Slaughterhouse com Eminem & Yelawolf                                 | 5:19    |  |
| 3.                | "Die Alone"                                                             | Eminem com Kobe                                                      | 3:36    |  |
| 4.                | "Vegas"                                                                 | Bad Meets Evil                                                       | 5:36    |  |
| 5.                | "Y'all Ready Know" (Produzido por DJ Premier)                           | Slaughterhouse                                                       | 3:51    |  |
| 6.                | "Guts Over Fear" (Produzido por Emile Haynie, John Hill)                | Eminem com Sia Furler                                                | 5:01    |  |
| 7.                | "Down"                                                                  | Yelawolf                                                             | 3:26    |  |
| 8.                | "Bane"                                                                  | D12                                                                  | 4:24    |  |
| 9.                | "Fine Line"                                                             | Eminem                                                               | 5:07    |  |
| 10.               | "Twisted"                                                               | Skylar Grey, Eminem & Yelawolf                                       | 4:59    |  |
| 11.               | "Right For Me"                                                          | Eminem                                                               | 4:57    |  |
| 12.               | "Detroit Vs. Everybody" (Produzido por Statik Selektah)                 | Eminem, Royce da 5'9", Big Sean, Danny Brown, Dej Loaf & Trick Trick | 5:57    |  |
| Duração total:    | Duração total:                                                          | Duração total:                                                       | 57:14   |  |

| Faixa bônus Europeia |                                            |                |         |  |
| N.º                  | Título                                     | Artista        | Duração |  |
| 13.                  | "Till It's Gone" (Produzido por WillPower) | Yelawolf       | 4:36    |  |
| Duração total:       | Duração total:                             | Duração total: | 61:50   |  |

| Disco 2 (Disco V) |                                                               |                                                         |         |  |
| N.º               | Título                                                        | Artista                                                 | Duração |  |
| 1.                | "I Get Money" (do álbum Curtis)                               | 50 Cent                                                 | 3:43    |  |
| 2.                | "Purple Pills" (do álbum Devil's Night)                       | D12                                                     | 5:04    |  |
| 3.                | "Lose Yourself" (do álbum 8 Mile)                             | Eminem                                                  | 5:26    |  |
| 4.                | "Cry Now (Shady Remix)" (do álbum Eminem Presents: The Re-Up) | Obie Trice, Kuniva, Bobby Creekwater, Ca$his & Stat Quo | 5:09    |  |
| 5.                | "Let's Roll" (do álbum Radioactive)                           | Yelawolf                                                | 3:54    |  |
| 6.                | "Hammer Dance" (do álbum Welcome to: Our House)               | Slaughterhouse                                          | 3:43    |  |
| 7.                | "P.I.M.P." (do álbum Get Rich or Die Tryin')                  | 50 Cent                                                 | 4:09    |  |
| 8.                | "You Don't Know" (do álbum Eminem Presents: The Re-Up)        | Eminem, 50 Cent, Ca$his & Lloyd Banks                   | 4:17    |  |
| 9.                | "My Band" (do álbum D12 World)                                | D12                                                     | 4:58    |  |
| 10.               | "Wanna Know" (do álbum Second Round's on Me)                  | Obie Trice                                              | 4:03    |  |
| 11.               | "Wanksta" (do álbum 8 Mile & Get Rich or Die Tryin')          | 50 Cent                                                 | 3:44    |  |
| 12.               | "The Setup" (do álbum Cheers)                                 | Obie Trice com Nate Dogg                                | 3:13    |  |
| 13.               | "In da Club" (do álbum Get Rich or Die Tryin')                | 50 cent                                                 | 3:12    |  |
| 14.               | "Fight Music" (do álbum Devil's Night)                        | D12                                                     | 4:21    |  |
| 15.               | "Pop The Trunk" (do álbum Trunk Muzik 0-60)                   | Yelawolf                                                | 3:48    |  |
| Duração total:    | Duração total:                                                | Duração total:                                          | 62:57   |  |

| Faixa bônus    |                                         |                |         |  |
| N.º            | Título                                  | Artista        | Duração |  |
| 16.            | "Lose Yourself" (Original demo version) | Eminem         | 3:00    |  |
| Duração total: | Duração total:                          | Duração total: | 65:57   |  |

| Faixa bônus Best Buy |               |                     |         |  |
| N.º                  | Título        | Artista             | Duração |  |
| 17.                  | "Don't Front" | Eminem com Buckshot | 4:46    |  |

## Desempenho nas paradas
| Paradas (2014)                                 | Melhor posição |
| ---------------------------------------------- | -------------- |
| Alemanha (Media Control Charts)                | 8              |
| Austrália (ARIA Compilation Albums)            | 1              |
| Áustria (Ö3 Austria Top 40)                    | 13             |
| Bélgica (Ultratop 50) (Flandres)               | 26             |
| Bélgica (Ultratop 40) (Valônia)                | 68             |
| Canadá (Billboard)                             | 1              |
| Estados Unidos (Billboard 200)                 | 3              |
| Estados Unidos (Top R&B/Hip Hop Albums)        | 1              |
| Estados Unidos (Top Rap Albums)                | 1              |
| Estados Unidos (Digital Albums)                | 3              |
| Estados Unidos (Billboard Compilations Albums) | 1              |
| Estados Unidos (Top Tastemaker Albums)         | 5              |
| França (SNEP)                                  | 32             |
| Países Baixos (MegaCharts)                     | 75             |
| Polónia (ZPAV)                                 | 38             |
| Reino Unido (UK Compilation Albums Chart)      | 5              |
| Suíça (Schweizer Hitparade)                    | 7              |